# Жданов, Лев Григорьевич
Лев Григо́рьевич Жда́нов (имя при рождении — Лео́н Ге́ршонович Ге́льман; 8 [20] мая 1864, Киев — 20 ноября 1951, Сочи, Краснодарский край) — русский писатель, переводчик, драматург, журналист, издатель.

## Биография
Из актёрской семьи. Родился 8 мая (по старому стилю) 1864 года в Киеве, в семье васильковского мещанина Гершона Гельмана и Суры Гельман. К шести годам, по его словам, читал на трёх языках, начал писать стихи и выступать с родителями на сцене. По его свидетельству, учился в гимназиях Каменца-Подольского, Херсона, Одессы, но систематического образования не получил. Выкрест. Играл в театре, в провинции и в Москве. В 1888 году режиссёр в Одессе. В 1890-х годах работал суфлером в Малом театре. В 1905 году принимал деятельное участие в организации Всероссийского союза сценических деятелей. Автор устава Русского театрального общества. В 1898 году ушёл из театра и начал зарабатывать литературным трудом, в том числе как драматург. Автор и переводчик более чем тридцати пьес в популярных жанрах (1878—1913). В. В. Розанов в рецензии на пьесу Жданова «Под колесом» отметил «содержательность, серьёзность и нравственный элемент». Стремление Жданова дать этическую оценку событиям, наказать «плохих» героев и вознаградить «хороших» делает пьесу похожей «на драму в суде. И зрители невольно входят в роль присяжных». Жданова упрекали в спекуляции на модных темах. Московский градоначальник запретил его пьесу «В борьбе (Профессор Смолин)» (СПб., 1905) в день премьеры 2 апреля 1905 года.
Автор тридцатиоднотомного собрания прозы, многочисленных журнальных публикаций. Первые опыты в прозе — сборник рассказов «Женские тени» (М., 1899; 2-е изд., М., 1916), в котором Жданов представил психологические этюды женских характеров (кроткая, женщина-убийца, первая любовь старой девы). Плодовитый и чрезвычайно популярный в начале XX века у юношества исторический беллетрист. Автор романов «Царь Иван Грозный», «Опричники», «Последний фаворит», «Стрельцы у трона», «Былые дни Сибири», «В стенах Варшавы», «Пётр и Софья», «В сетях интриги» «Крушение богов», «Наследие Грозного» и пр. Его проза — беллетристические переложения сюжетов российской истории (источники — исследования С. Соловьева и Н. Костомарова).
Журнал «Вестник Европы» характеризовал прозу Жданова так: «Живое изложение, умелый диалог, множество выражений, взятых из старинных источников, — все это делает хроники г. Жданова занимательными и полными исторического интереса». Критиковался за невзыскательность вкуса, исторические несуразности, «квасной патриотизм», интерес к скандалу, пасквилянтство. И. А. Бунин в рецензии на «Исторические поэмы» Жданова оценил автора как литератора, «совершенно лишенного художественного дарования и оригинальности, набившего руку фабриковать якобы исторические драмы и повести для Никольского рынка».
Сам Жданов-прозаик оценивал себя скромно: «В русской литературе есть великолепная историческая повесть Пушкина „Капитанская дочка“, есть яркие, вдохновенные страницы Лажечникова, занимательные хроники Соловьева и более определённые, выпуклые очерки Данилевского, Мордовцева… Есть романтические „Мемуары“… Словом, есть все зачатки будущего исторического романа, который должен скоро народиться.
Чтобы стать наряду с лучшими произведениями этого рода, известными во всемирной литературе, русский исторический роман должен иметь блеск боевой журнальной статьи, силу драмы и убедительность архивного документа…
Я со всей Россией жду нарождения такого отрадного явления.
А пока решаюсь отдать на суд читателей мою скромную историческую хронику, единственное достоинство которой — её правдивость» (вступление к роману «Последний фаворит»).
Некоторые его исторические сочинения издавались в виде подарочных книг А. Девриеном. Создал также «летучую библиотеку» (для легкого чтения), куда включал свои бытовые романы.
Некоторые произведения относятся к научной фантастике. В навеянном творчеством Жюля Верна романе «Два миллиона в год (Нищий миллионер). Сказочные были наших дней» (1909) некая лига богачей занимается тайной благотворительностью, поддерживая различные необыкновенные проекты. В повести-сценарии «Конец войны (Последние дни мировой борьбы)» (1915) и рассказе «Последние дни Гогенцоллернов» (1915) предсказано поражение Германии в первой мировой войне.
В 1896 году в Москве вышел первый сборник Жданова «Стихотворения», куда вошли и драматические поэмы «Ипатия» и «Мирра» (из древней истории; 2-е отд. изд.— «Исторические поэмы», СПб., 1914). В 1906 году опубликовал сборник стихов «На заре свободы. Песни смутных дней» (СПб., 2-е изд., СПб., 1907), в 1914 — сборник «Звуки прошедшего» (Одесса). В стихах Жданов, претендуя на злободневность (особенно после 1905 г.), в основном затрагивает темы, рассчитанные на отклик публики: страдания трудового угнетенного народа, возмездие угнетателям и т. п., стилизуя их под «рабочие песни», эксплуатирует романтические штампы.
Журналист. Печатался в «Театральных известиях» (редактор), «Курьере» (зав. отдела театральных новостей и переводов), «Артисте», «Новостях дня», «Ниве», «Огоньке», «Новом мире», «России».
Соиздатель в Москве (совместно с В. Островским) развлекательного журнала «Былое-Грядущее» (1907—1908), после публикации пьесы Жданова «До самой кровли» и его очерка «Спрут» в 1908 журнал постановлением московского генерал-губернатора был закрыт. К. Чуковский писал об этом журнальном проекте: «Всюду в газетах теперь натыкаешься на такие рекламы:
1) Герцен. „Былое и думы“.
2) Мартино. „Садизм, содомия и онанизм“.
3) Дальний. „Четыре цареубийства“.
4) Ренан. „Жизнь Христа“.
5) „Хиромантия и её история“.
Такие премии сулит читателям некий журнал „Былое—Грядущее“, издаваемый одним почтенным литератором, при сотрудничестве других почтенных литераторов.
Прочтите эти заглавия, и вы с жутью почувствуете, что где-то для чьей-то психики есть такая точка зрения, с которой и цареубийства, и садизм, и хиромантия, и ренановский Христос покажутся явлениями равноценными; что для какого-то безмерного хама, „с провалом вместо души“, свободного ото всяких традиций и всякой культуры, они одинаково приманчивы, одинаково интересны; что чудовищный синтез хиромантии и Герцена, садизма и цареубийства теперь самый нужный и жизненный синтез для кого-то „безумно храброго“, кто пришел в русскую жизнь и диктует ей свои веления.
Хам пришел, и как тут культурным людям не ухватиться за зубную щетку и носовые платки своих покойных родителей!»
Тогда же редактировал журнал «Заря новой жизни» — московское рождественское приложение к газете «Сибирская заря» (Иркутск).
Издатель «Вестника выставки» (Одесса).
Автор очерков «Русский в Англии» (М., 1902), «Русский в Германии» (2-е изд., М., 1905), «Русский во Франции и Бельгии» (2-е изд., М., 1905).
В 1911 году Московская судебная палата приговорила Жданова к заключению в крепости на 2 месяца по подозрению в распространении нелегальной литературы и издала циркуляр о его розыске и задержании (Жданов в это время в Москве не проживал). В 1912 году было установлено место его жительства в Царском Селе, он был обыскан (обнаружены его стихи «противоправительственного» содержания) и арестован.
В мае 1917 года написал и издал разоблачительный контрмонархический роман «Николай Романов — последний царь». Вместе с тем роман написан по преимуществу на документальной основе и является едва ли не первой монографией (именно так определяет автор свою работу) об императоре Николае II. Тогда же вышли «Шлиссельбургская трагедия» (ИВ, 1917, № 2—6), «Последний день Гогенцоллернов. Конец политического романа» (П., 1917), «Суд над Николаем II. Страницы истории прошлых и наших дней» (П., 1917).
В 1920-х гг. выпустил два исторических романа: «Во власти золота. (Ленская бойня)» (М.— Л., 1926; 2-е изд., М.— Л., 1929) и «Крушение богов (житие „св. отцов“ Феофила и Кирилла Александрийского)» (М., 1929) — антирелигиозный роман, в котором Жданов использовал сюжет своей давней поэмы «Ипатия». С 1930 года переключился на исполнение нового социального заказа: работал для издательства «Центросовет безбожников», посылал в журналы статьи и стихи об успехах социалистического строительства, о Красной Армии, к красным датам, но их редко печатали из-за «слабости идейного содержания».
В 1940-х годах Жданов писал воспоминания «Театр в провинции и в Москве» (рукопись, видимо, утрачена).
Жил в Москве, Гагре, Сочи.
В 1990-х годах его произведения массовыми тиражами издавались в России.
Зять — советский дипломат и переводчик Лев Шифферс (1900—1961), обвинённый в 1946 году в космополитизме. Внук — переводчик Лев Жданов (1924—1995).